# Holotrichia titanis
Holotrichia titanis är en skalbaggsart som beskrevs av Edmund Reitter 1902. Holotrichia titanis ingår i släktet Holotrichia och familjen Melolonthidae. Inga underarter finns listade i Catalogue of Life.